# Бікелтон (Вашингтон)
Бікелтон (англ. Bickleton) — переписна місцевість (CDP) в США, в окрузі Клікітат штату Вашингтон. Населення — 92 особи (2020).

## Географія
Бікелтон розташований за координатами 46°0′20″ пн. ш. 120°18′29″ зх. д. / 46.00556° пн. ш. 120.30806° зх. д. (46.005641, -120.307980).  За даними Бюро перепису населення США в 2010 році переписна місцевість мала площу 12,13 км², уся площа — суходіл.

### Клімат
| Клімат : Бікелтон       | Клімат : Бікелтон | Клімат : Бікелтон | Клімат : Бікелтон | Клімат : Бікелтон | Клімат : Бікелтон | Клімат : Бікелтон | Клімат : Бікелтон | Клімат : Бікелтон | Клімат : Бікелтон | Клімат : Бікелтон | Клімат : Бікелтон | Клімат : Бікелтон | Клімат : Бікелтон |
| Показник                | Січ.              | Лют.              | Бер.              | Квіт.             | Трав.             | Черв.             | Лип.              | Серп.             | Вер.              | Жовт.             | Лист.             | Груд.             | Рік               |
| Абсолютний максимум, °C | 18,9              | 18,3              | 21,1              | 29,4              | 33,3              | 42,2              | 38,9              | 38,9              | 35,6              | 30,6              | 21,7              | 18,3              | 38,9              |
| Середній максимум, °C   | 1,7               | 4,5               | 8,3               | 12,9              | 17,9              | 22,1              | 27,4              | 27,2              | 22,2              | 15,2              | 6,7               | 2,6               | 14,1              |
| Середній мінімум, °C    | −5,7              | −3,5              | −1,2              | 1,2               | 4,7               | 7,8               | 11,6              | 11,8              | 8,4               | 3,4               | −1,7              | −4,6              | 2,7               |
| Абсолютний мінімум, °C  | −25               | −24,4             | −17,2             | −10,6             | −6,7              | −2,8              | −1,1              | −1,1              | −2,8              | −13,3             | −24,4             | −27,2             | −27,2             |
| Норма опадів, мм        | 49                | 38                | 31                | 20                | 21                | 20                | 6                 | 8                 | 11                | 23                | 50                | 61                | 338               |
| Днів з опадами          | 9                 | 8                 | 8                 | 6                 | 6                 | 5                 | 2                 | 2                 | 3                 | 6                 | 10                | 10                | 75,0              |
| ----------------------- | ----------------- | ----------------- | ----------------- | ----------------- | ----------------- | ----------------- | ----------------- | ----------------- | ----------------- | ----------------- | ----------------- | ----------------- | ----------------- |
| Джерело:                |                   |                   |                   |                   |                   |                   |                   |                   |                   |                   |                   |                   |                   |

## Демографія
Згідно з переписом 2010 року, у переписній місцевості мешкало 88 осіб у 43 домогосподарствах у складі 28 родин. Густота населення становила 7 осіб/км².  Було 51 помешкання (4/км²).
Расовий склад населення:
| - 90,9 % — білих - 3,4 % — корінних американців - 1,1 % — азіатів - 2,3 % — осіб інших рас |

До двох чи більше рас належало 2,3 %. Частка іспаномовних становила 3,4 % від усіх жителів.
За віковим діапазоном населення розподілялося таким чином: 11,4 % — особи молодші 18 років, 57,9 % — особи у віці 18—64 років, 30,7 % — особи у віці 65 років та старші. Медіана віку мешканця становила 56,2 року. На 100 осіб жіночої статі у переписній місцевості припадало 91,3 чоловіків;  на 100 жінок у віці від 18 років та старших — 95,0 чоловіків також старших 18 років.
Середній дохід на одне домашнє господарство  становив 53 104 долари США (медіана — 48 125), а середній дохід на одну сім'ю — 62 667 доларів (медіана — 61 250). За межею бідності перебувало 29,5 % осіб, у тому числі 85,7 % дітей у віці до 18 років та 11,1 % осіб у віці 65 років та старших.
Цивільне працевлаштоване населення становило 32 особи. Основні галузі зайнятості: освіта, охорона здоров'я та соціальна допомога — 25,0 %, транспорт — 21,9 %, будівництво — 15,6 %, виробництво — 9,4 %.